# Coccophagus zeyai
Coccophagus zeyai är en stekelart som beskrevs av Hayat 1998. Coccophagus zeyai ingår i släktet Coccophagus och familjen växtlussteklar. Inga underarter finns listade i Catalogue of Life.